# Стара Березовка
Стара Бере́зовка (рос. Старая Берёзовка) — село у складі Каргасоцького району Томської області, Росія. Адміністративний центр Усть-Чижапського сільського поселення.

## Населення
Населення — 216 осіб (2010; 265 у 2002).
Національний склад (станом на 2002 рік):
- росіяни — 86 %
- селькупи — 5 %